# Bram Stoker Awards 2002
Der Bram Stoker Award 2002 wurde im Jahr 2003 für Literatur und andere Medien verliehen, die im Vorjahr veröffentlicht worden waren. Bei der Verleihung werden jährlich außergewöhnliche Beiträge zur Horrorliteratur geehrt. Der Bram Stoker Award wird seit 1987 vergeben, die Gewinner werden per Wahl von den Mitgliedern der Horror Writers Association (HWA) bestimmt.
Die Zahl der Kategorien veränderte sich nicht im Vergleich zum Vorjahr.

## Gewinner und nominierte Autoren
Der Bram Stoker Award 2002 wurde in dreizehn Kategorien vergeben:
| Kategorie                                        | Gewinner                                          | Werk                                          | Weitere nominierte Autoren | Bilder der Gewinner |
| ------------------------------------------------ | ------------------------------------------------- | --------------------------------------------- | --- | ------------------- |
| Roman (Novel)                                    | Tom Piccirilli                                    | The Night Class                               | - Douglas Clegg: The Hour Before Dark - Stephen King: From a Buick 8 (deutsch: Der Buick) - Chuck Palahniuk: Lullaby - Alice Sebold: The Lovely Bones (deutsch: In meinem Himmel)                                                                                                   |                     |
| Erstlingswerk (First Novel)                      | Alice Sebold                                      | The Lovely Bones (deutsch: In meinem Himmel)  | - Tina Jens: The Blues Ain’t Nothin’ - Michael Laimo: Atmosphere - Scott Nicholson: The Red Church (deutsch: Die rote Kirche) |                     |
| Novelle (Long Fiction)                           | Brian A. Hopkins Thomas Ligotti                   | El Dia De Los Muertos My Work Is Not Yet Done | - Paul Finch: Cape Wrath - Neil Gaiman: Coraline - David B. Silva: The Origin (deutsch: Die Wurmgötter) - Nick Mamatas: Northern Gothic |                     |
| Kurzgeschichte (Short Fiction)                   | Tom Piccirilli                                    | The Misfit Child Grows Fat on Despair         | - Mort Castle: Disappearance - Christopher Fowler: The Green Man - Charlee Jacob: The Plague Species - China Miéville: Details |                     |
| Sammelband (Fiction Collection)                  | Ray Bradbury                                      | One More for the Road                         | - Mort Castle: Nations of the Living, Nations of the Dead - Nancy A. Collins: Knuckles and Tales - Stephen King: Everything’s Eventual (deutsch: Im Kabinett des Todes) - Bentley Little: The Collection                                                                            |                     |
| Anthologie (Anthology)                           | John Pelan (Hrsg.)                                | The Darker Side                               | - Richard Chizmar (Hrsg.): Shivers - Ellen Datlow & Terri Windling (Hrsg.): The Year’s Best Fantasy and Horror, Fifteenth Annual Collection - Stephen Jones (Hrsg.): The Mammoth Book of Best New Horror, Volume 13 - John Pelan & Benjamin Adams (Hrsg.): Children of Cthulhu      |                     |
| Sachbuch (Nonfiction)                            | Ramsey Campbell                                   | Ramsey Campbell, Probably                     | - Richard Bleiler: Supernatural Fiction Writers: Contemporary Fantasy and Horror - Ralan Conley (Hrsg.): Ralan.com - David B. Silva & Paul F. Olson: Hellnotes - Brian Keene & Kelly Laymon (Hrsg.): Jobs in Hell - David B. Silva, Paul F. Olson & Garrett Peck (Hrsg.): Hellnotes |                     |
| Illustrierte Geschichte (Illustrated Narrative)  | Robert Weinberg                                   | Nightside (Ausgaben 1–4)                      | - Steve Gerber: Howard the Duck (Ausgaben 1–6) - Peter Lenkov: Fort: Prophet of the Unexplained (Ausgaben 1–4) |                     |
| Drehbuch (Screenplay)                            | Brent Hanley                                      | Dämonisch                                     | - Scott Frank & Jon Cohen: Minority Report - Ehren Kruger: Ring - M. Night Shyamalan: Signs – Zeichen |                     |
| Schrift für junge Leser (Work for Young Readers) | Neil Gaiman                                       | Coraline                                      | - Clive Barker: Abarat - Nancy Etchemendy: Cat in Glass and Other Tales of the Unnatural - Richard Matheson & William Stout: Abu and the Seven Marvels |                     |
| Lyricsammlung (Poetry Collection)                | Mark McLaughlin, Rain Graves & David Niall Wilson | The Gossamer Eye                              | - Bruce Boston & Marge Simon: Night Smoke - Charlee Jacob: Guises (Lyrikteil Night Unmasked) - Tom Piccirilli: This Cape Is Red Because I’ve Been Bleeding |                     |
| Alternative Formen (Alternative Forms)           | Steve Tem & Melanie Tem                           | Imagination Box (Multimedia-CD)               | - Mort Castle: Buckeye Jim in Egypt - Jack Fisher (Hrsg.): Flesh and Blood (Magazin) - Larry Santoro: The Tree Is My Hat |                     |
| Lebenswerk (Lifetime Achievement)                | Stephen King & J.N. Williamson                    |                                               | |                     |